# Prima Divisione Sicilia 1950-1951
La Prima Divisione fu il massimo campionato regionale di calcio disputato in Sicilia nella stagione 1950-1951.

## Composizione

### Squadre partecipanti
| Club                  | Città                    | Stagione precedente           |
| --------------------- | ------------------------ | ----------------------------- |
| U.S. Adrano           | Adrano (CT)              | 1º in Seconda Divisione gir.C |
| A.S. Canicattini      | Canicattini Bagni (SR)   | 5º in Prima Divisione gir.B   |
| S.S. Ibla             | Paternò (CT)             | Inattiva                      |
| S.S. La Goliardica    | Carlentini (SR)          | 5º in Prima Divisione gir.C   |
| U.S. Modica           | Modica (RG)              | 2º in Seconda Divisione gir.B |
| U.S. Niscemi          | Niscemi (CL)             | 1º in Seconda Divisione gir.B |
| Pol. Plutia           | Piazza Armerina (EN)     | 3º in Seconda Divisione gir.B |
| U.S. Ragusa           | Ragusa                   | 4º in Seconda Divisione gir.B |
| Pol. Riposto          | Riposto (CT)             | 5º in Prima Divisione         |
| S.A.L.S.              | Villafranca Tirrena (ME) | 12º in Prima Divisione        |
| S.P. Sancataldese     | San Cataldo (CL)         | 1° in Seconda Divisione gir.A |
| C.S. Stefano La Motta | Nicosia (EN)             | 7º in Prima Divisione         |
| A.S. Termini Imerese  | Termini Imerese (PA)     | 14º in Promozione gir.O       |
| A.S. Taormina         | Taormina (ME)            | 8º in Prima Divisione         |

### Classifica
|  | Pos. | Squadra                | Pt | G  | V  | N | P  | GF | GS | DR  |
|  | ---- | ---------------------- | -- | -- | -- | - | -- | -- | -- | --- |
|  | 1.   | Riposto                | 40 | 26 | 16 | 8 | 2  | 55 | 25 | +30 |
|  | 2.   | Modica                 | 38 | 26 | 16 | 6 | 4  | 69 | 35 | +34 |
|  | 3.   | Adrano                 | 36 | 26 | 15 | 6 | 5  | 56 | 32 | +24 |
|  | 4.   | Niscemi                | 34 | 26 | 16 | 2 | 8  | 45 | 28 | +17 |
|  | 5.   | Ragusa                 | 33 | 26 | 13 | 7 | 6  | 43 | 22 | +21 |
|  | 6.   | Ibla Paternò           | 32 | 26 | 13 | 6 | 7  | 45 | 26 | +19 |
|  | 7.   | Plutia                 | 29 | 26 | 11 | 7 | 8  | 43 | 25 | +18 |
|  | 8.   | Canicattini Bagni      | 28 | 26 | 12 | 4 | 10 | 69 | 56 | +13 |
|  | 9.   | Taormina               | 21 | 26 | 9  | 3 | 14 | 51 | 57 | -6  |
|  | 10.  | SALS                   | 18 | 26 | 6  | 6 | 14 | 39 | 59 | -20 |
|  | 11.  | La Goliardica ( -1 )   | 16 | 26 | 6  | 5 | 15 | 22 | 49 | -27 |
|  | 12.  | Stefano La Motta       | 15 | 26 | 5  | 5 | 16 | 28 | 64 | -36 |
|  | 13.  | Termini Imerese ( -3 ) | 13 | 26 | 7  | 2 | 17 | 39 | 66 | -27 |
|  | 14.  | Sancataldese           | 7  | 26 | 2  | 3 | 21 | 25 | 85 | -60 |

## Verdetti finali
- Riposto e Modica promosse in Promozione 1951-1952.
- Niscemi, Taormina, Sals Villafranca e Termini retrocesse in Seconda Divisione.